# 1558
Het jaar 1558 is het 58e jaar in de 16e eeuw volgens de christelijke jaartelling.

## Gebeurtenissen
januari
- 1 - Het Franse leger onder leiding van hertog Frans van Guise belegert het door Engeland gecontroleerde Calais.
- 7 - De Fransen heroveren na ruim 2 eeuwen Calais.
- 20 - Koning Filips II van Spanje verheft de kerspels Geleen en Spaubeek tezamen tot de heerlijkheid Geleen. De eerste Heer van Geleen wordt Arnold II Huyn van Amstenrade.
- 23 - Koning Hendrik II van Frankrijk bezoekt Calais.

april
- 4 - In Spanje verschijnt de Zohar in druk, wat de verspreiding van de kabala bevordert.
- 23 - De Engelse koopman Anthony Jenkinson vertrekt uit Moscovië voor een expeditie naar Centraal-Azië.

mei
- 18 - De Staten-Generaal in Brussel besluiten aan Filips II van Spanje de Negenjarige bede toe te kennen, een financieel plan waarbij zij de komende negen jaar gelden beheren, innen en aan de koning afstaan om de oorlogsschulden te vereffenen. De koning is bijzonder ontevreden over deze parlementaire inmenging, maar stemt toe. Dit is de laatste keer dat de Staten en de koning tot overeenkomst komen.

juli
- De Ottomanen verwoesten Ciutadella de Menorca tijdens de Plundering van de Balearen.

november
- 17 - Maria I van Engeland overlijdt; Elizabeth I van Engeland bestijgt de troon.

december
- 28 - Joost van Bronckhorst, rekenmeester van Den Haag, koopt de Heerlijkheid Bleiswijk van de Rekenkamer van Holland.

zonder datum
- Begin van de Lijflandse Oorlog waarin Rusland zijn macht over het Baltische gebied probeert uit te breiden.
- Russische troepen bezetten Dorpat en Narva en belegeren Reval.

## Beeldende kunst

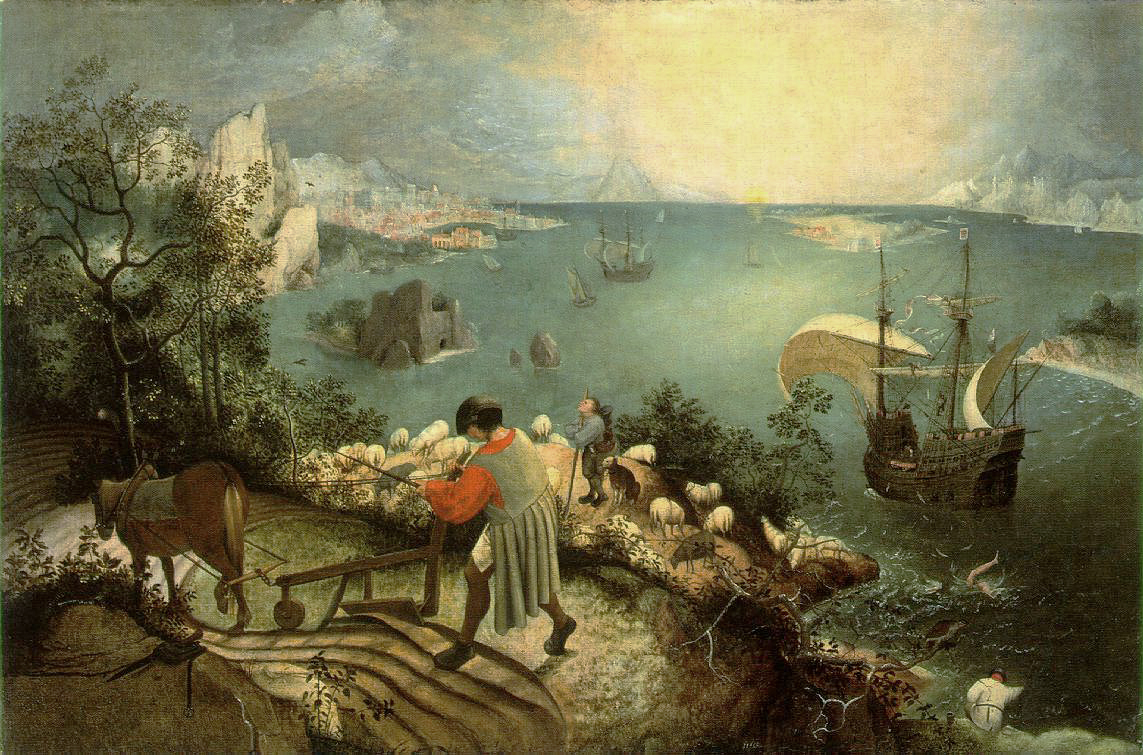
De Val van Icarus (1558) Pieter Bruegel de Oude, Koninklijke Musea voor Schone Kunsten van België, Brussel

## Bouwkunst

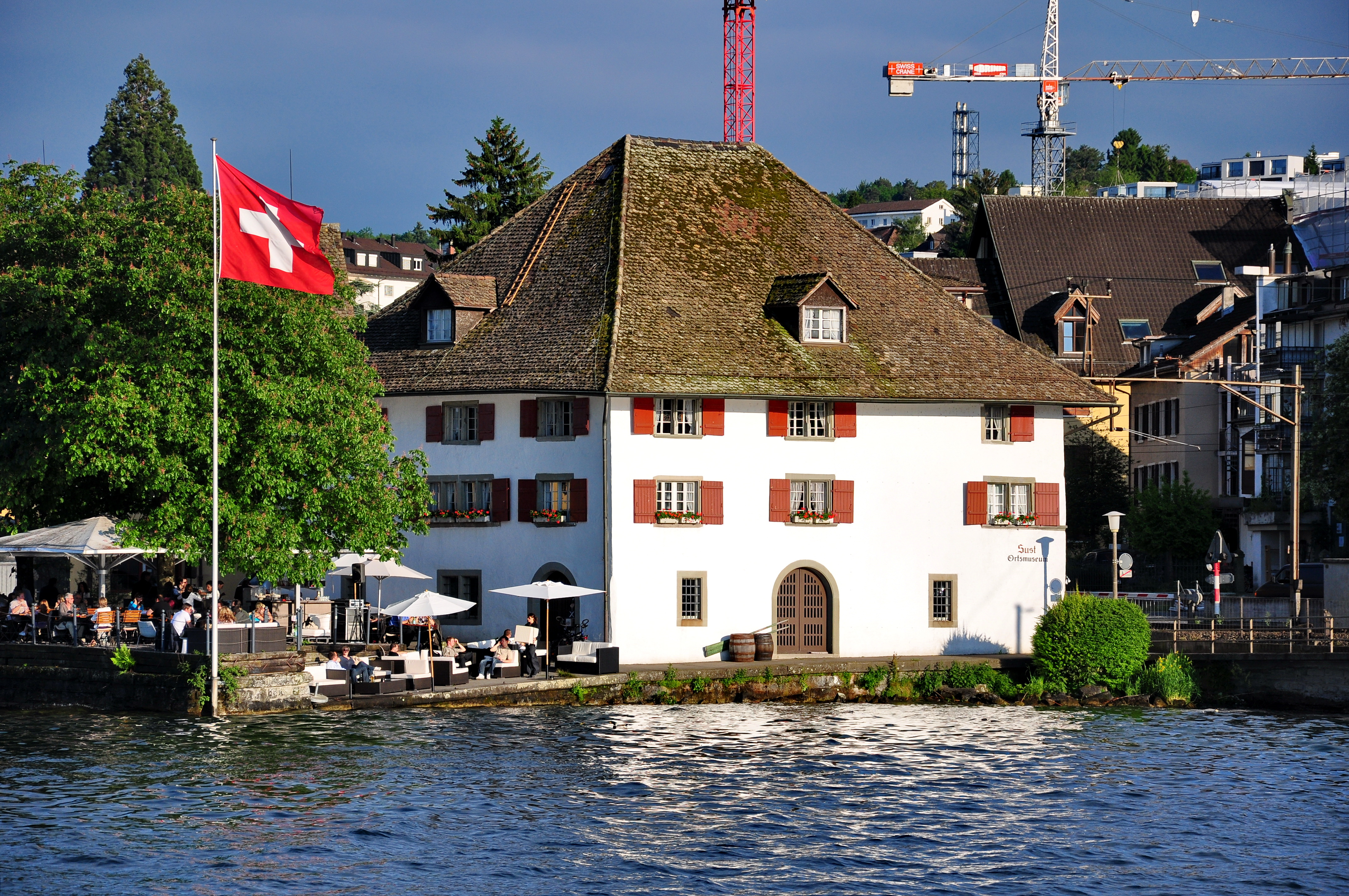
Sust Horgen, Zürichsee
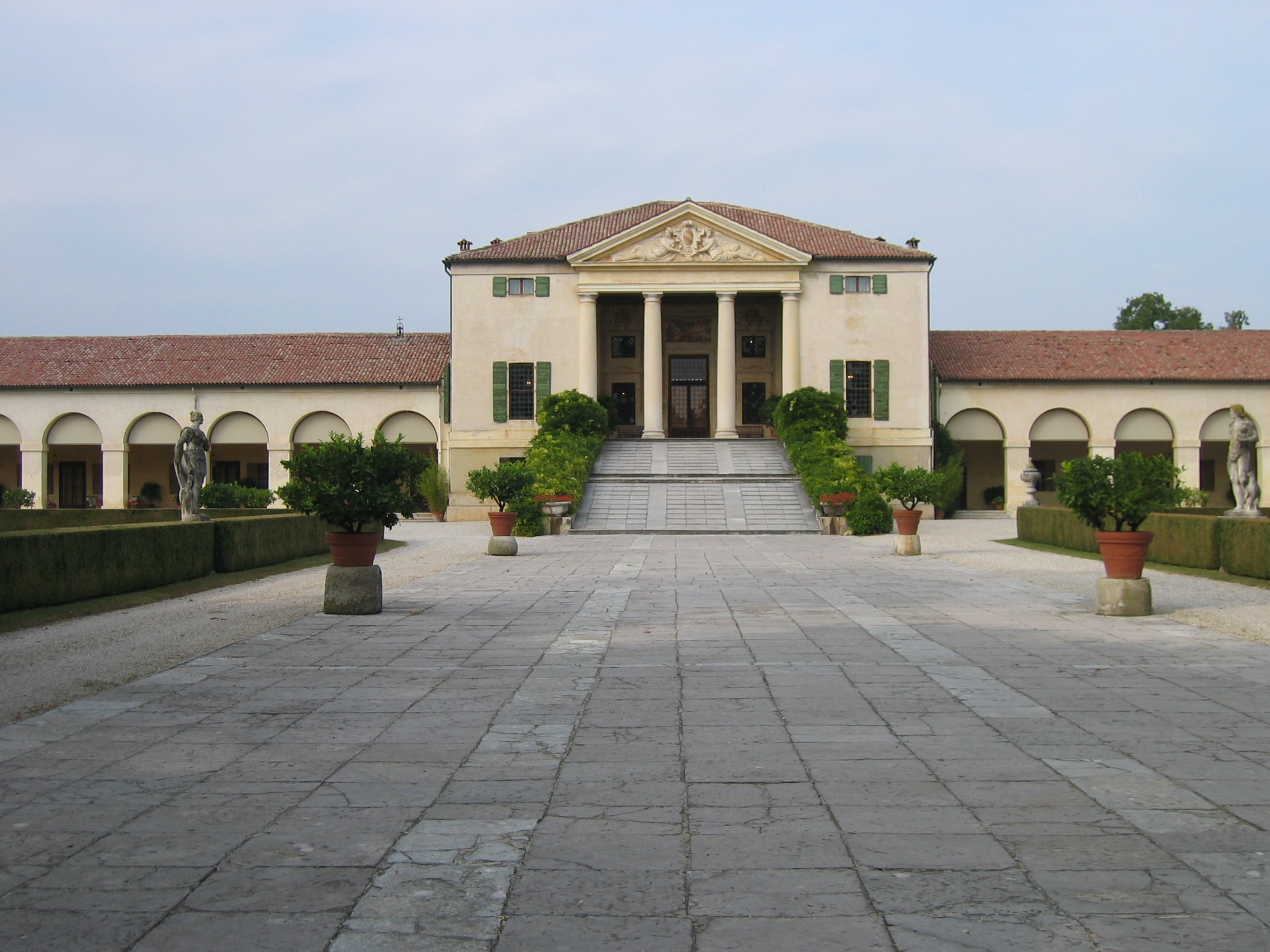
Villa Emo (1558) Villa Emo
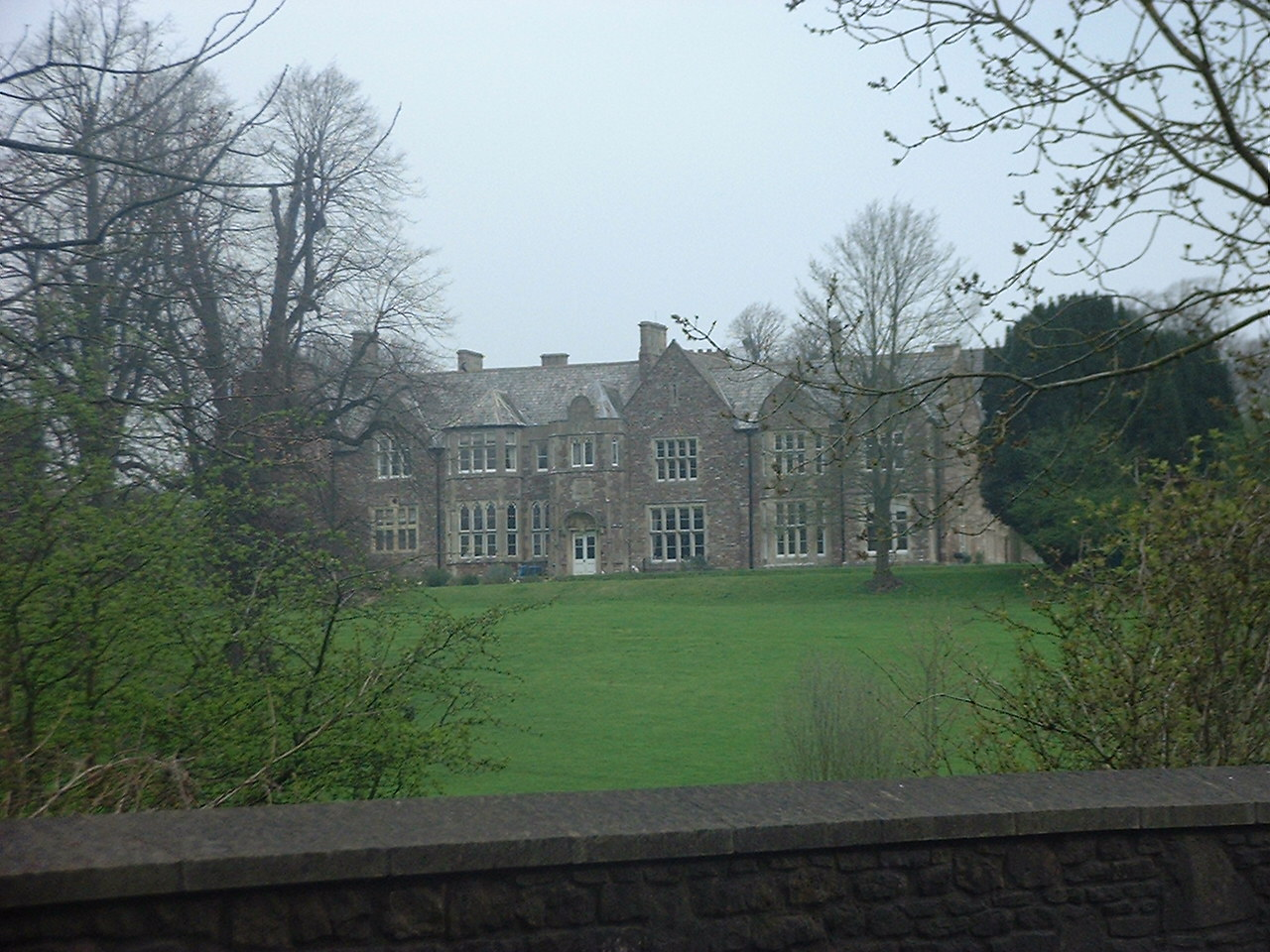
Sutton Court, Engeland (1558)

## Geboren
juni
- 15 - Andreas van Oostenrijk, plaatsvervangend gouverneur-generaal van de Nederlanden (overleden 1600)

datum onbekend
- Hendrick Goltzius, Nederlands schilder die tot het maniërisme wordt gerekend (overleden 1617)
- Magdalena van Waldeck-Wildungen, Duits gravin (overleden 1599)
- Olivier van Noort, Nederlands ontdekkingsreiziger (overleden 1627)

## Overleden
februari
- 18 -  Eleonora van Oostenrijk (59), koningin van Portugal en koningin van Frankrijk

maart
- 24 - Anna van Egmont (25), echtgenote van Willem de Zwijger

juni
- 6 - Filips I van Nassau-Wiesbaden (66), graaf van Nassau-Wiesbaden-Idstein

juli
- Georgius Macropedius (71), Nederlands humanist en toneelschrijver

september
- 21 - Keizer Karel V (58), heer der Nederlanden, koning van Spanje en keizer van het Heilige Roomse Rijk

oktober
- 18 - Maria van Hongarije (53), dochter van Filips de Schone en Johanna van Castilië
- 21 - Julius Caesar Scaliger (74), Italiaans humanist

november
- 17 - Koningin Maria I van Engeland (42)
- 17 - Reginald Pole (58), Engels kardinaal en humanistisch geleerde